# Johann Diedrich Bieber

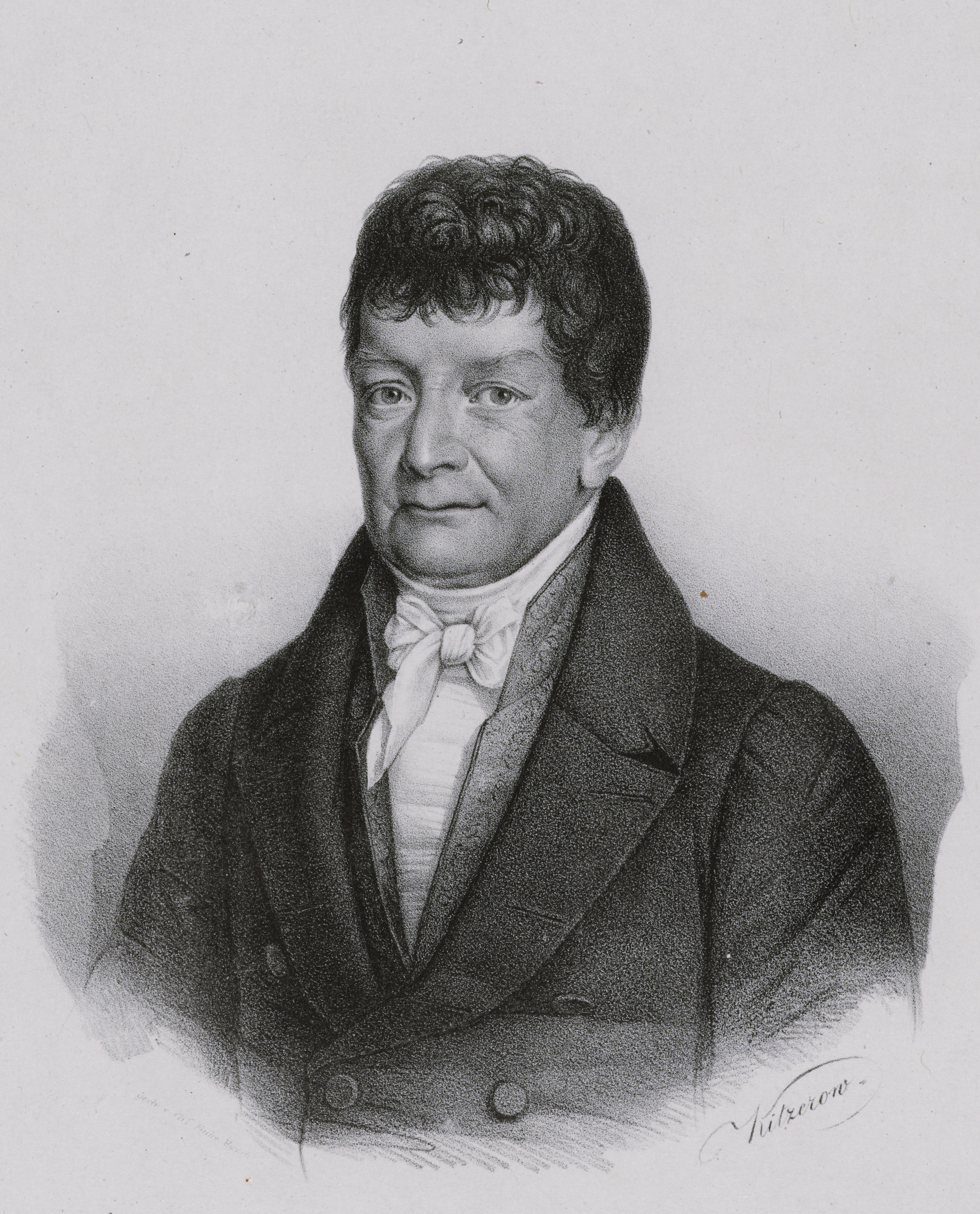
Bildnis von Johann Diederich Bieber

Johann Diedrich Bieber (* 4. November 1796 in Hamburg; † 15. März 1875 ebenda) war ein deutscher Apotheker und Fabrikant.

## Leben
Johann Diedrich Bieber war ein Sohn des Hamburger Apothekers Johann Otto Bieber (1760–1842) und dessen Ehefrau Maria Katharina, geborene Schoof (1770–1836). Bieber übernahm die Apotheke seines Vaters, die dieser in Hamburg in der Neustädter Fuhlentwiete 5 führte. Zudem gründete er eine chemische Fabrik, die er später gemeinsam mit seinem Sohn Hermann Diedrich Bieber (1837–1888) betrieb.
Bieber engagierte sich in der St. Michaeliskirche. Dort war er 1833 und 1834 Adjunkt, 1835 bis 1848 Hundertachtziger und 1849 bis 1857 Sechziger. Am 17. Juli 1857 wurde er zum Oberalten und am 15. August 1857 zum Leichnamsgeschworenen gewählt. In dieser Eigenschaft gehörte Bieber bis 1870 der Beede an und danach war er als Gemeindeältester bis 1875 Mitglied des Kirchenvorstands.
Bieber war von 1850 bis 1859 Armenapotheker und gehörte 1858 und 1859 der Verwaltung des Lombards, 1858 bis 1862 dem Kollegium der Scholarchen, 1858 bis 1863 der Krankenhausverwaltung, 1859 dem Armenkollegium sowie 1861 und 1862 dem Vorstand des Maria Magdalenenklosters an. Er war 1858 und 1859 Mitglied des Ämtergerichts.
Von 1859 bis 1862 gehörte Bieber der Hamburgischen Bürgerschaft als Abgeordneter an.
Johann Diedrich Bieber heiratete am 5. Januar 1833 Berta Kunhardt (1812–1886), Tochter des Kaufmanns und Oberalten Carl Philipp Kunhardt. Sie hatten vier Söhne und drei Töchter.